# Buiencomplex
Een buiencomplex is een veelcellige bui. Bij een eencellige onweersbui is de levensduur beperkt van een half uur tot een uur, doordat de koude daalstromen al snel de overhand krijgen. Hierdoor verliest de bui zijn voedingsbron van warme stijgstromen en regent uit. Bij windschering kunnen de koude dalende luchtstromen echter voor de bui uit gaan lopen en warme vochtige lucht doen stijgen, waardoor nieuwe cellen gevormd kunnen worden. Er kan zo een systeem ontstaan dat zichzelf enige tijd in stand houdt en voor complexvorming zorgt. De levensduur kan dan enige uren zijn en gepaard gaan met zware neerslag.
Waar luchtmassabuien zich over het algemeen bewegen in de richting en met de snelheid van de wind in het midden van de bui, wijkt een buiencomplex af naar rechts. Door de wrijving waait de grondwind namelijk van rechts ten opzichte van de bovenwind, zodat voornamelijk daar de voeding van de bui met warme lucht plaatsvindt en nieuwe cellen ontstaan.